# سوسک‌های بی‌چشم
سوسک‌های بی‌چشم (نام علمی: Anophthalmus) نام یک سرده از تیره سوسک‌های زمینی است.